# Prionacalus cacicus
Prionacalus cacicus là một loài bọ cánh cứng thuộc họ Xén tóc.